# 리앨토 타워
리앨토 타워(Rialto Towers)는 호주 멜버른 시 콜린스 스트리트 525번지에 위치한 마천루이다.
1986년 완공되었으며, 지상 63층, 251m로, 안테나를 포함할 시 270m이다.

## 구성
총 2개의 빌딩으로 구성되어 있으며, 남부타워는 지상 63층, 251m, 북부타워는 185m, 43층이다. 남부타워 55층에 전망대가 위치했다.

## 전망대
1994년 7월 19일 북부타워 55층에 전망대가 개관하였다. 이 전망대는 해발 234m에 위치해 있었고, 맑은 날에는 60km 넘어서까지 보이기도 했다.
그러나 2009년 12월 31일 전망대는 문을 닫았고, 레스토랑으로 개조되었다.

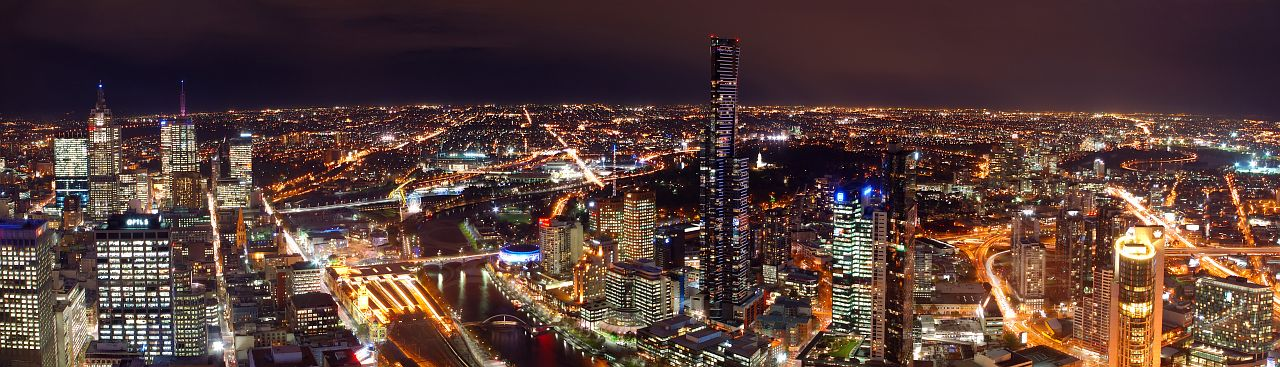
리앨토 타워 55층에서 본 맬버른 시의 야경, 가운데에 91층 유레카 타워가 보인다.

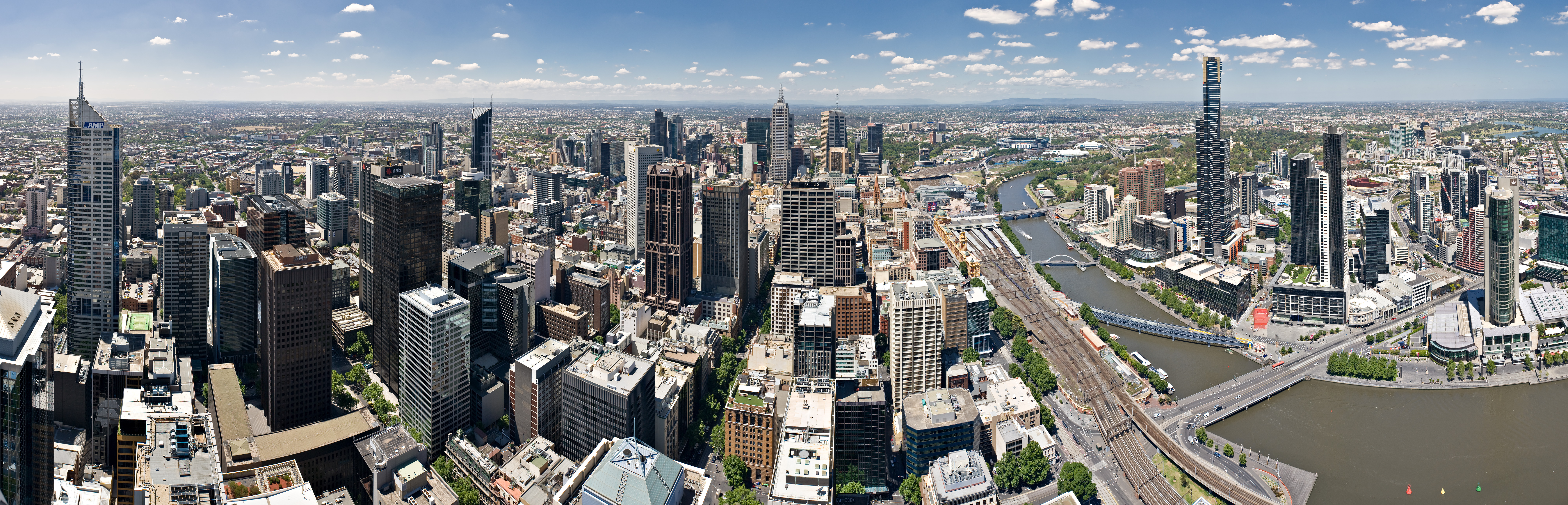
2008년 촬영한 맬버른 시의 스카이 라인 (파노라마)

## 같이 보기
- 마천루 목록
- 오스트레일리아의 마천루 목록
- 멜버른의 마천루 목록